# Maingau

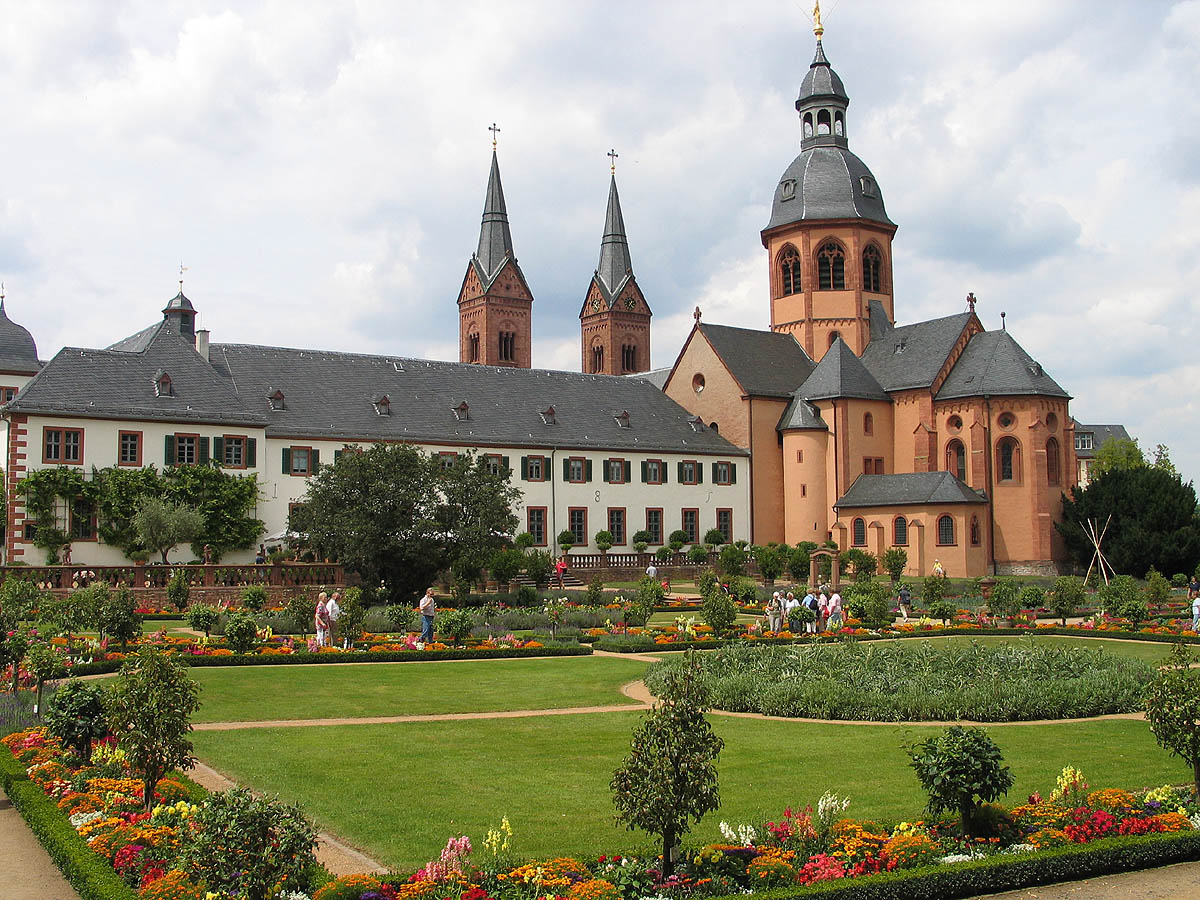
Einhard-Basilika in Seligenstadt

Der Maingau (Gau am Main) war in der Zeit des Fränkischen Reiches das Siedlungsgebiet im Mainbogen östlich von Frankfurt am Main und im nördlichen Odenwald um die Mainzuflüsse Rodau, Gersprenz und Mümling, sowie rechts des Mains um Aschaffenburg. Einhard, berühmter Gelehrter des Mittelalters, wurde 770 im Maingau („in pago Moingewi“) geboren. Der Maingau lag im Herzogtum Franken, später im Herzogtum Westfranken (auch Rheinfranken).

## Lage

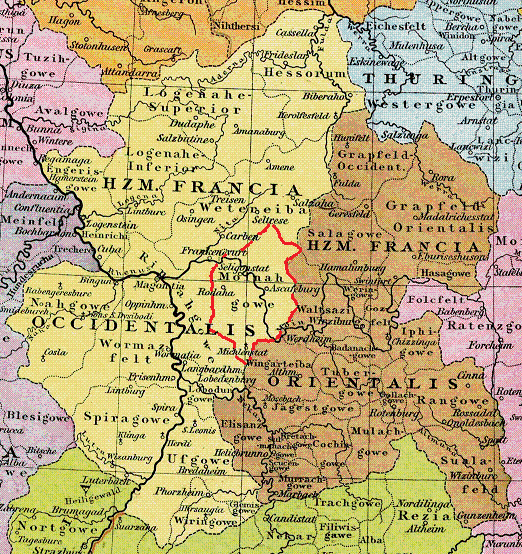
Lage des Maingaus im Herzogtum Westfranken um das Jahr 1000

Im Westen wurde der Maingau durch den Oberrheingau, im Norden (nördlich des Maines) durch den Niddagau und Wettergau (siehe Wetterau) begrenzt. Es bestand in der Regel keine feste Grenzziehung. Die Grenze zwischen Rheingau und Maingau befand sich im ausgedehnten Waldland der Dreieich wohl entlang der Wasserscheide der dort entspringenden Bäche. Die späteren Bezeichnungen Rodgau und Bachgau sind Unterteilungen des Maingaus. Neben Bachgau und Rodgau existierten als Untergaue noch der Kinziggau im nördlichen Teil, entlang der Kinzig und der Plumgau im Osten, im südlichen Spessart.
Eine genauere Eingrenzung des Maingaus nennt Johann Wilhelm Christian Steiner in seinem Werk von 1821 auf Seite 47 (s. u.):

„Der Maingau hatte folgende Gränzen. Von Offenbach den Main herauf bis an den Ausfluß der Kinzig, jedoch so, daß Dörnigheim noch zum Maingau gehört. Von da läuft die Gränze der Kinzig aufwärts bis über Gelnhausen, dort gehören die Orte des Kinziggaues: Höchst, Wirtheim, Kassel, sodann Bieber und Löhrhaupten, welche alle in dem Archidiaconat Aschaffenburg liegen, zu dem Maingau. Durch den Spessart neben dem Sinngrund bis nach Lohr an den Main; diese Stadt liegt in seinem Bezirk. Sodann mit den Gränzen des Amts Lohr nach Stadtprozelten bis an den Engelsberg, nun über Mainbullau nach der Grafschaft Erbach, welche, soweit der Plumgau reicht, größtenteils zum Maingau gehört. In Berfelden vorbei westlich nach Reichelsheim, Bieberau, Rheinheim, Georgenhausen, Roßdorf, Dieburg, Messel, Urberach, Oberroden, Ditzenbach, Heusenstamm und Offenbach. Alle diese Orte lagen in seinen äußersten Gränzlinien.“

## Geschichte

### Römer

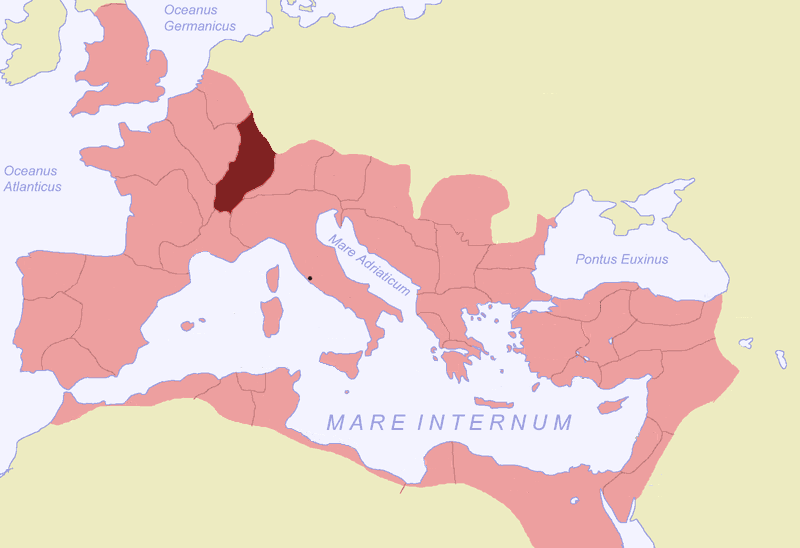
Lage der Provinz Obergermanien im Römischen Reich

Während der Zugehörigkeit zum Römischen Reich war der spätere Maingau Teil der Civitas Auderiensium in der Provinz Obergermanien. In Schriften des Tacitus wurde bereits über die Bewohner der Region („Zehntland“ = Agri decumates) geschrieben.
Nach dem Abzug der römischen Truppen aus dem Zehntland (Gebiet rechts des Rheines) bis 260 nach Christus blieb die kelto-germanische Mischbevölkerung ansässig und trieb weiterhin regen Handel mit den Römern auf der linken Rheinseite.

### Alamannen

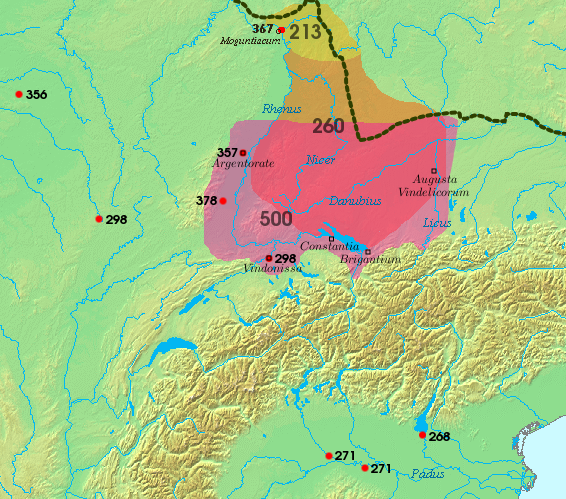
Übersicht der Verbreitung der Alamannen

Von den in der Völkerwanderungszeit durchziehenden Völkern sind vor allem die Alamannen zu nennen. Auf sie gehen mehrere Ortsgründungen zurück: Bellingen, Sprendlingen („Sprendlingun“), Mainflingen („Manolfingen“), Hainstadt („Heinstadt“), Seligenstadt („Saligunstadt“), Stockstadt („Stoddenstadt“) sowie Groß- und Klein-Krotzenburg („Cruzenburch“). Siehe dazu auch den Artikel über Orte mit der Endung -ingen.

### Franken

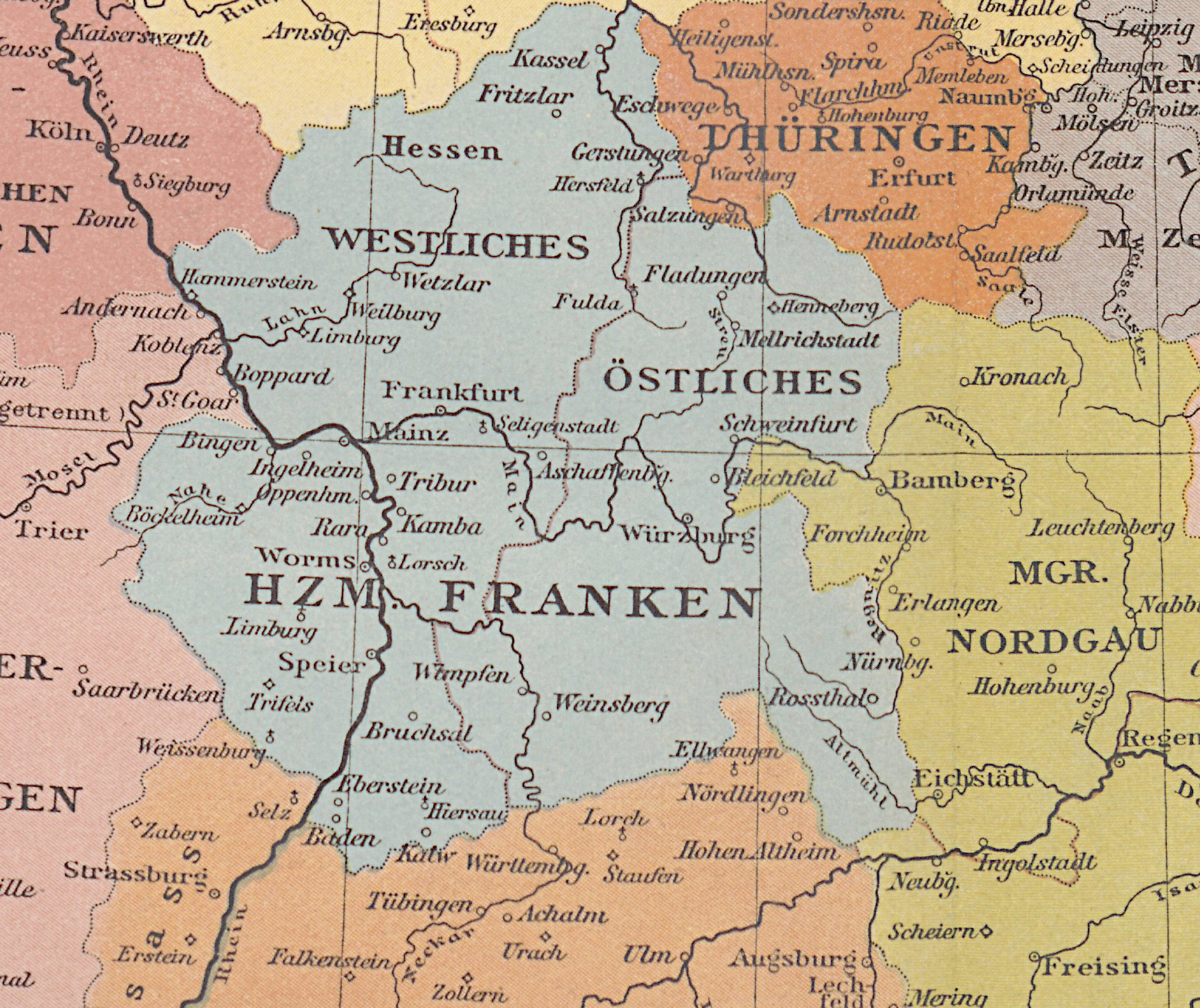
Herzogtum Franken um 800

Nach dem Sieg des Frankenkönigs Chlodwig I. über die Alamannen im Jahre 496 kam das alemannische Siedlungsgebiet unter fränkische Herrschaft. Es gehörte dem Reichsteil Austrasien an. Unter den Franken wurde der Maingau als Verwaltungsgebiet den Maingaugrafen unterstellt und war Teil des Herzogtums Franken, später Rheinfranken.
Die neuen fränkischen Herrscher verlagerten in merowingischer Zeit (481–560 n. Chr.) die alten Siedlungen Bürgel, Bieber, Lämmerspiel und Roden – unter Beibehaltung der alten Namen – an neu gegründete Stützpunkte, welche an Straßenverbindungen lagen. Die alten Römerstraßen wurden weiter benutzt. Die alemannischen Siedlungen Langen, Sprendlingen, Bellingen, Mainflingen, Krotzenburg, Hainstadt, Seligenstadt und Stockstadt bestanden in Verbindung mit einer fränkischen Siedlung weiter (siehe auch Fränkische Landnahme).

Mitteleuropa im frühen Mittelalter, der Maingau lag in Austrasien

An den Straßenknoten der alten Römerstraßen im Waldgebiet entstanden als fränkische Militärkolonien Guntheim und Jügesheim (Guginsheim). An der Mainuferstraße wurden Schwanheim (Sueinheim), Rumpenheim, Dietesheim (Ditinesheim), Meielsheim (Meginoluesheim), Groß- und Klein-Auheim (Euuichheim) sowie Groß- und Klein-Welzheim (Walinesheim) gegründet. Als neue Wegeverbindungen kamen eine Straße von Sprendlingen über Bieber nach Lämmerspiel und eine Straße von Bürgel über Bieber, Bellingen und Nieder-Roden nach Altdorf hinzu.
Nach der fränkischen Reichsteilung 561 gewann der Adel an Macht und brachte das Königsland in seine Hand. Im Maingau fanden zu dieser Zeit umfangreiche Rodungen statt. Neugründungen im gerodeten Gebiet erhielten Personennamen in Verbindung mit den Endungen -bach, -tal, -hofen und -feld, im Maingau waren dies:
- Offenbach, -bach-Ort mit dem Personennamen Ovo. Aus dem 6. oder 7. Jahrhundert ist auch ein fränkischer Reihenfriedhof südlich des ältesten Stadtkerns an der Waldstraße nachgewiesen.
- Dietzenbach, -bach-Ort mit dem Personennamen Diozo.
- Dudenhofen, -hofen-Ort mit dem Personennamen Tuoto oder Dodo. Die durch Adlige vorgenommene Gründung Dudenhofen wird Straßenkreuzung im erweiterten Straßennetz des Maingaus auf Kosten des ehemaligen Knotenpunktes Jügesheim.
- die Wüstung Hartingshofen bei Dietzenbach (vom Namen Harto), im 13. Jahrhundert urkundlich erwähnt aber damals bereits wüst.

Weitere Neugründungen im Untermaingebiet außerhalb des Maingaues waren: Mörfelden (Mersenuelt), Langen und Egelsbach (vom Namen Egilo).

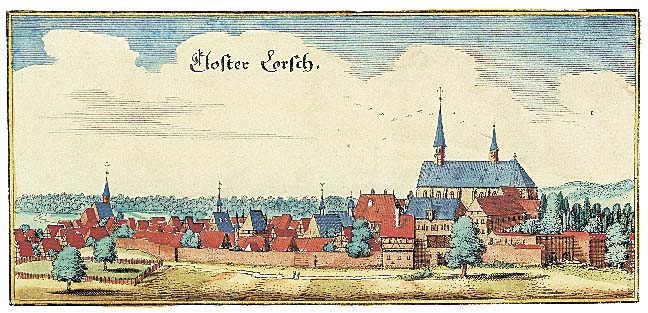
Das Reichskloster Lorsch kam durch Schenkungen zu umfangreichem Besitz im Maingau

In karolingischer Zeit (687–814) kam es zu einem erneuten Erstarken der Königsmacht und in der Folge zu einer wiederholten Kolonisierung der Waldgebiete. Im Maingau wurden in dieser Zeit umfangreiche Schenkungen an die neu gegründeten Reichsklöster und Reichskirchen von Seiten der Adligen getätigt. Die Reihengräberfriedhöfe außerhalb der Orte verschwanden und die Toten wurden in der Nähe der Kirchen in der Ortsmitte bestattet. Grabbeigaben wurden verboten (infolge der Christianisierung und der zunehmenden Ausplünderungen).
Obwohl sich König Chlodwig I. bereits 499 hatte christlich taufen lassen, blieben die Bewohner des Maingaues bei ihren alten heidnischen Bräuchen. Erst ab 719 wurde die Region durch Bonifatius missioniert (siehe auch Germanenmission).
Die Neugründungen erhielten die Endung -hausen:
- Dreckshausen (Dreckhusen 1336), Wüstung bei Froschhausen, der Name ging auf den sumpfigen Untergrund zurück, deshalb ging der Ort auch aus. 1567 wurde der Ort als ausgegangen bezeichnet. Es bestand nur noch ein Hof, der dem Kloster Seligenstadt zugehörig war. Heute befindet sich dort der Wallfahrtsort Liebfrauenheide,
- Froschhausen (villa Froschusen 1323), Besitz des Klosters Seligenstadt,
- Hainhausen (Haginhusen 1107), Sitz der Herren von Hagenhausen, welche die Nachkommen der Maingaugrafen waren. Aus ihnen gingen später die Herren von Eppstein hervor,
- Ippingshausen (Ippingeshusen 1210) Wüstung südöstlich von Dietzenbach. Bereits um 1400 wüst, seine Bewohner sind vermutlich nach Dietzenbach verzogen,
- Messenhausen (1282) war ein Ort, der in reichsritterschaftlichem Besitz stand. Im Dreißigjährigen Krieg hatte Ober-Roden mehr als die Hälfte der Gemarkung an sich gebracht (vorübergehend bis auf drei Höfe verkleinert),
- Obertshausen (Oberdueshusen 11. Jahrhundert), die Wasserburg deren Reste ca. 300 Meter südöstlich des alten Ortskernes liegen, gehörte den Herren von Hausen einer Seitenlinie der Grafen von Hagenhausen,
- Patershausen (Patershusen 1210), ursprünglich befand sich hier ein kleines Benediktinerkloster (1252 durch Ulrich II. von Münzenberg aufgelöst und mit Nonnen des Zisterzienserordens besetzt),
- Rennigishausen (Rennigishusen), die einzige Erwähnung des Ortes findet sich bei einer Schenkung an das Kloster Patershausen 1210. 1385 wird noch eine Mühle zu Rennigishausen erwähnt, jedoch scheint der Ort damals schon wüst gewesen zu sein. Rennigishausen lag zwischen Heusenstamm und Patershausen.
- Richolfshausen (Rycholfshusen), zwischen 1338 und 1430 im Norden der Dietzenbacher Gemarkung nachgewiesen,
- Zellhausen (Celhusen 1329), Besitz von zwei Höfen des Klosters Seligenstadt. Die bis 1816 existierende Zellkirche (westlich des Ortes) lag inmitten einer vermutlich im 13. Jahrhundert aufgegebenen Befestigungsanlage, welche möglicherweise Stützpunkt iro-schottischer Missionare war,
- Hausen (Husen bei Mainflingen 1357), reichsritterschaftliches Lehen von Hanau. Das „Häuser Schloss“ ist ein alter Turmhügel aus dem 10. oder 11. Jahrhundert mit unbekanntem Erbauer.

Die reichsritterschaftlichen und geistigen Besitzungen dieser -Hausen-Orte aus der Karolingerzeit deuten auf eine planmäßige Besiedlung und Urbarmachung des neugerodeten Landes seitens des Königtums hin.
Im Maingau bestanden mehrere Markgenossenschaften: Biebermark und Auheimer Mark (vorher Bellinger Mark), Rödermark (Rothaher marca), Babenhäuser Mark (vorher gemeinsam mit der späteren Dieburger Mark als Babenberger marca bezeichnet), Orlis-Mark (die Mark Orlis im Bachgau, einem Untergau des Maingaus, hatte ihren Gerichtssitz im eingegangenen Ringenheim bei Großostheim), Obermark (Oberhof Zellhausen, vorher Manolfinger marca), Hohe Mark (rechtsrheinisch). Diese Waldmarkgenossenschaften bestanden neben Reichsforsten (nach Westen) auch aus klösterlichem Waldbesitz. Sie überstanden die fränkische Zeit, die Biebermark z. B. wurde erst 1819 aufgelöst.
Die auch heute noch südlich des Maines zahlreichen Wälder gehörten ebenso wie die nördlich des Flusses früher ausgedehnten Waldgebiete größtenteils dem Wildbann Dreieich an. Im südlichen Bereich des Maingaus, zwischen dem Welzbach (Pflaumbach) bei Großostheim und dem Laudenbach, erstreckte sich der Wildbann der vom Kloster Fulda abhängigen Herrschaft Breuberg.

### Maingaugrafen

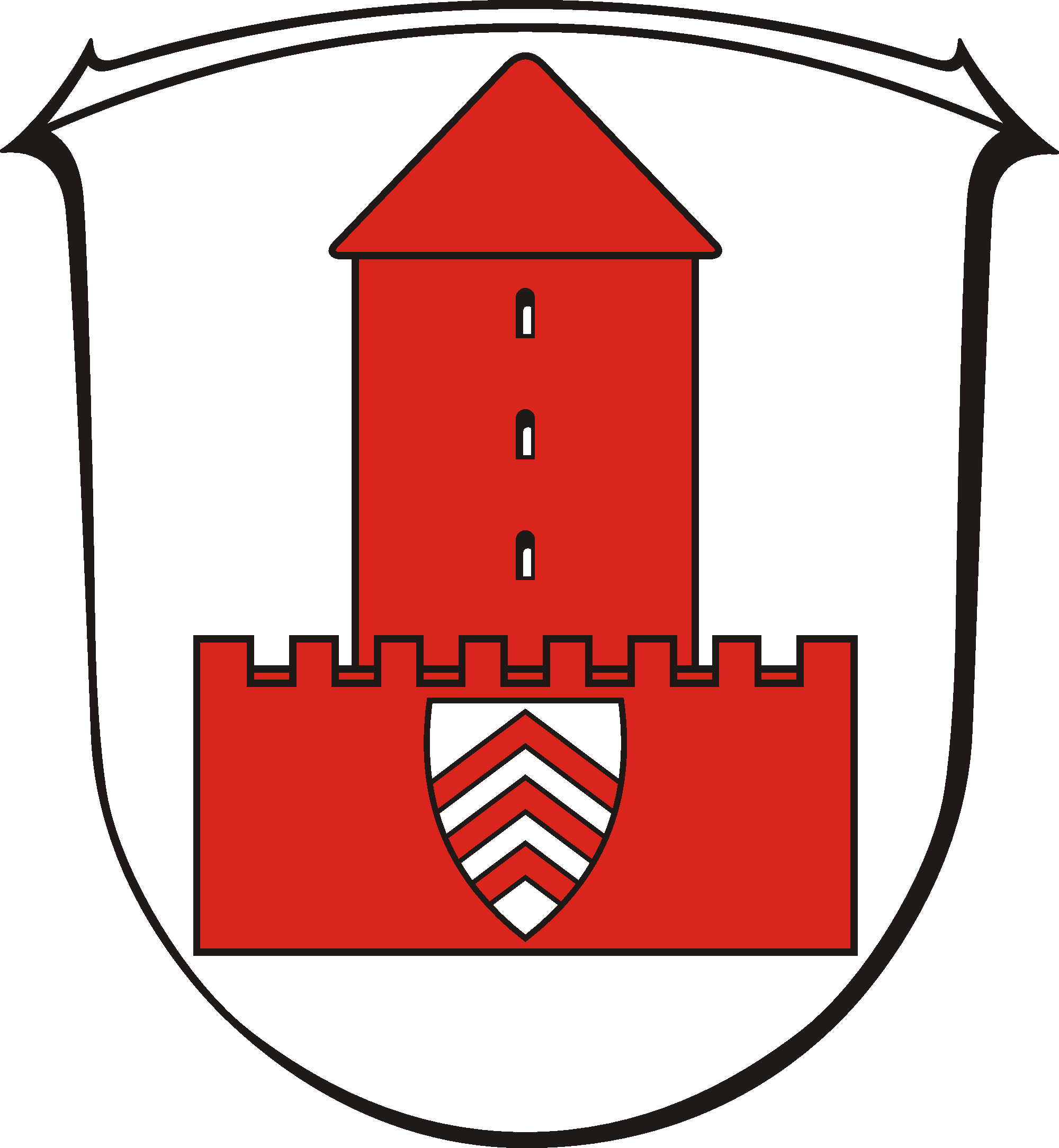
Die Wasserburg der Hagenhausener im Hainhausener Wappen

Unter den Nachfolgern Karls des Großen wandelte sich die Amtsgrafschaft in eine Erbgrafschaft. Über die Gaugrafen des Maingaus ist wenig bekannt. Es wird vermutet, dass sich das Geschlecht derer von Hagenhausen (mit Sitz im heutigen Rodgauer Stadtteil Hainhausen) auf sie zurückführte. Auf die Hagenhausener gehen ihrerseits die Herren von Eppstein zurück.
- Graf Drogo (zwischen 753 und 762 bezeugt) besaß nach einer Urkunde aus dem Jahr 815 die Dörfer Ober- und Untermühlheim (heute Seligenstadt und Mühlheim). Weitere Namensträger siehe Drogo.
- Graf Rupert um 776.
- Graf Warin (auch Werinhere) und seine Frau Fiderun (ab 762 datierbar auch Friderun) schenkten 768 oder 786 ansehnlichen Besitz aus Bieber dem Kloster Fulda, wie dort schriftlich festgehalten. Das spätere deutsche Kaisergeschlecht der Salier soll von Gaugraf Warin abstammen. Warin war um 772 auch Graf im Thurgau. Er ist noch bis 813 bezeugt. Weitere Namensträger, siehe Warin.
- Graf Walah tätigte vor 768 eine Schenkung in Bieber. Die Orte Groß- und Klein-Welzheim haben ihre Namen von Walah erhalten (Walinesheim).

Im 9. Jahrhundert waren die fränkischen Babenberger Grafen im Maingau. Daher auch die Bezeichnung der Babenberger Mark für das Gebiet der späteren Babenhäuser und der Dieburger Mark.
- Graf Konrad der Ältere (Konradiner) wurde durch Kaiser Arnulf von Kärnten im Jahre 893 an Stelle der Popponen Markgraf im Maingau. Dadurch kam es zu einer erbitterten Feindschaft zwischen beiden Geschlechtern. Konrad wurde ca. 855 geboren und starb am 27. Februar 906.
- Graf Konrad der Jüngere † 23. Dezember 918, 908 Graf im Hessengau, 910 Graf im Keldachgau, Markgraf im Maingau und Dux (Herzog von Franken), 7./10. November 911 ostfränkischer König als Nachfolger des letzten ostfränkischen Karolingers Ludwig das Kind; stiftet 912 Sankt Walpurgis in Weilburg, begraben in Fulda Sohn von Konrad der Ältere
- Graf Eberhard † 23. Okt. 939 bei Andernach (Konradiner), Herzog von Franken, 909 Laienabt von Sankt Maximin in Trier, 913 Graf im Hessengau und Perfgau, 913 und 928 Graf in Oberlahngau, 914 Markgraf, 936 Truchsess, Markgraf im Maingau, 938 Pfalzgraf Sohn von Konrad der Ältere
- Graf Ruochar, um 945, hat ein Comitat in der „königer Mark“.
- Graf Meingaud, auch Meingoz oder Meiningoz, aus dem Hause der Konradiner war zwischen 965 und 987 Graf im Maingau und von 987 bis 1002 Graf im Lobdengau und Laienabt von St. Maximin. Enkel von Eberhard Sohn von Konrad III
- Graf Gerlach („Gerlahi“) taucht 1013 in einer Schenkungsurkunde des Königs Heinrich II. als Besitzer des Ortes Dietesheim auf. Eventuell war er auch Gaugraf im Lahngau.
- Graf Gerhard, wahrscheinlich ein Angehöriger des Adelsgeschlechts der Reginbodonen nachkommem der Konradiner, wird 1069 als Graf im Maingau genannt.

Weiterhin wird im 11. Jahrhundert ein Graf Dito genannt, der Güter in Rodheim (Rodem) heute Radheim besaß.

### Weitere Entwicklung

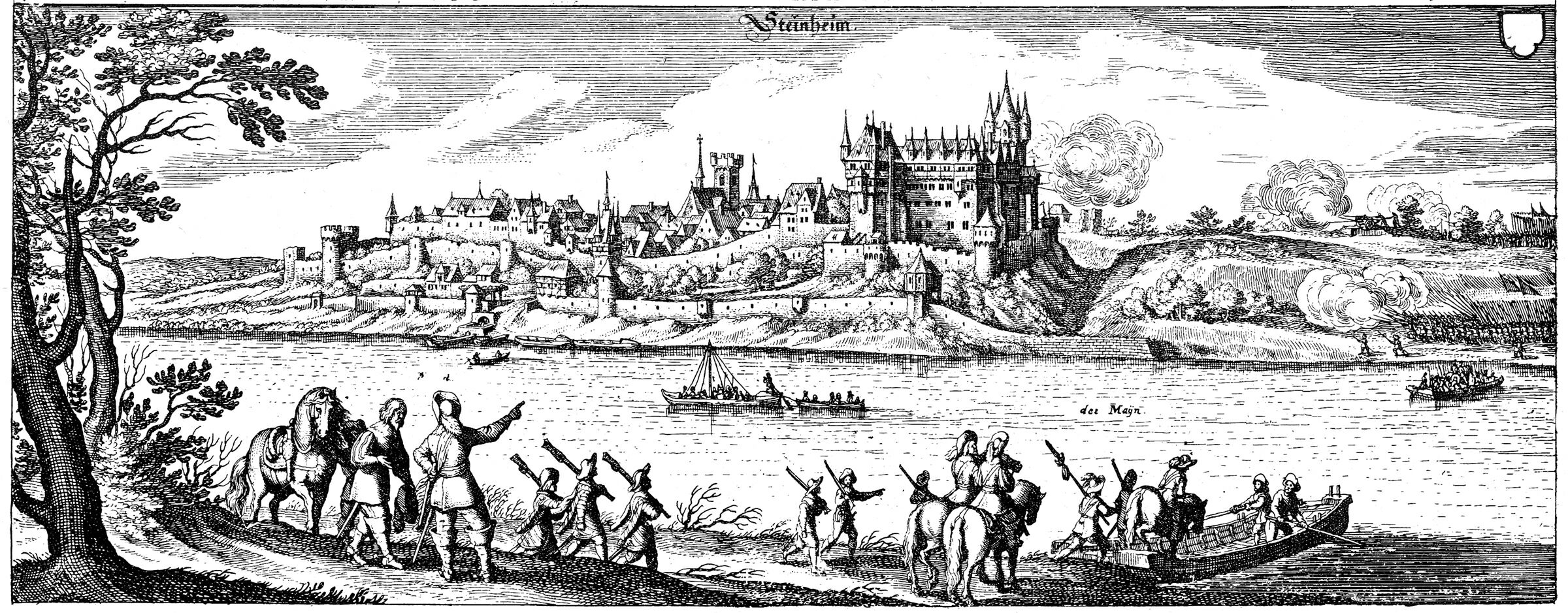
Burg Steinheim, Sitz der Amtmänner von Steinheim

In der späteren Zeit bleibt Besitz im nördlichen Maingau vor allem bei den Herren von Hagenhausen, welche sich später nach ihrem neuen Stammsitz Herren von Eppstein nannten. 1425 verkauft Gottfried von Eppstein das gesamte Amt Steinheim an das Kurfürstentum Mainz. Die Grafen von Isenburg, Hagen-Münzenberg bzw. von Falkenstein gewinnen später ebenfalls reichen Besitz im Maingau.
Ab 1803 gehörten große Teile des früheren Maingaus zum Großherzogtum Hessen und zum Fürstentum Aschaffenburg, das für kurze Zeit zum Großherzogtum Frankfurt und 1814 an Bayern kam. Die Hessen teilten das Gebiet in der Folgezeit in neue Verwaltungsstrukturen. Heute verteilt sich der alte Maingau auf die kreisfreie Stadt Offenbach am Main, den Kreis Offenbach, den Landkreis Darmstadt-Dieburg, den Landkreis Aschaffenburg und den Landkreis Miltenberg in den Bundesländern Hessen und Bayern.

### Schenkungsurkunden
Viele Orte des Maingaus wurden in Schenkungsurkunden an das Kloster Lorsch erstmals erwähnt. Dadurch kam das Kloster im frühen Mittelalter zu umfangreichen Besitzungen in diesem Gebiet.
Urkundliche Erwähnungen aus fränkischer Zeit sind von folgenden Orten des Maingaues überliefert:
- Rumpenheim wurde am 1. Juli 770 in einer Schenkungsurkunde über einen Weingarten eines Gunthart an das Kloster Lorsch erwähnt, 16 weitere Schenkungen (850 besaß Lorsch 600 bis 700 Morgen Land in Rumphenheim) unter anderem ein Tausch König Heinrichs I. mit dem Kloster Fulda,
- Bellingen wurde zwischen 765 und 815 mehrfach in Schenkungsurkunden an das Kloster Lorsch erwähnt (darunter auch die Schenkung des Erlulf 791 wie bei Bieber sowie Ober- und Nieder-Roden), bis 1385 wird der Ort wüst,
- Klein-Welzheim und Großwelzheim wurden als Walinesheim 772 in einer Schenkungsurkunde des Klosters Lorsch erwähnt,
- Mainflingen, von 775 bis 799 sind verschiedene Schenkungen von Grundbesitz an das Kloster Lorsch in der Manolfinger marca aufgezeichnet
- Bürgel 790 Schenkung an das Kloster Lorsch, im 9. Jahrhundert Schenkung an St. Salvator in Frankfurt (das „Bürgel genannte Dorf samt der Kirche und dem ihr zugehörigen Zehnten, wie es Ruotker als Lehen besessen hat“).
- Bieber wurde in der ersten sicher datierbaren Urkunde am 22. April 791 erwähnt, als ein fränkischer Adliger namens Erlulf seinen ganzen Besitz in Bieber an das Kloster Lorsch gab, die Schenkungen der Maingaugrafen Warin (vier Hufen) und Walah (sein ganzes Eigentum in Bieber) sind nicht eindeutig datierbar, werden aber auf spätestens 768 geschätzt, am 28. September 868 schenkte ein Teotger seine Güter in Bieber dem Kloster Lorsch
- Ober-Roden und Nieder-Roden wurden am 22. April 791 erwähnt, als ein fränkischer Adliger namens Erlulf seinen ganzen Besitz in den Orten an das Kloster Lorsch gab, Roden (Ober- oder Nieder-Roden) wird bereits 790 in einer Schenkung an das Kloster Lorsch erwähnt, bereits 786 findet das Kloster Rotaha Erwähnung,
- Dörnigheim 793 schenkte Wolfbodo dem Kloster Lorsch unter anderem das Gebiet im Maingau, das in Turinchheim lag,
- Klein-Auheim und Großauheim wurden in einer Urkunde eines Reginbodo 806 als Euuichheim und 1062 als Oweheim erwähnt,
- Mühlheim wurde 815 als Untermühlheim in einer Schenkungsurkunde Kaiser Ludwigs des Frommen an das Kloster Lorsch erwähnt (vier Hufen mit Leibeigenen),
- Seligenstadt wurde 815 als Obermühlheim in einer Schenkung Ludwigs des Frommen an das Kloster Lorsch erwähnt (19 Hufen und 13 Leibeigene), dieser Besitz gehörte früher dem Gaugrafen Drogo,
- Offenbach wurde 977 in einer Schenkungsurkunde Kaiser Ottos II. erwähnt (die Kirche wird der Salvatorkapelle in Frankfurt geschenkt),
- Kleinostheim 980 Urkunde eines Megengozi,
- Dietesheim 1013 gab König Heinrich II. seinen Besitz in Dietesheim dem Kloster Lorsch im Tausch,
- Stockstadt am Main als Stoddenstadt 1024,
- Hausen, 1049 erlaubte König Heinrich IV. Neubrüche bei der villa Hausen anzulegen,
- Babenhausen im 11. Jahrhundert in einer Urkunde eines Reginbodo,
- Hergershausen,
- Hainstadt,
- Meielsheim (später verwüstet).

## Der Maingau heute
In neuerer Zeit findet sich die Tendenz, den Begriff Maingau, der ja schon lange keine Verwaltungseinheit mehr bezeichnet, unspezifisch auf größere Teile des Rhein-Main-Gebietes anzuwenden. Dahinter stehen wohl ursprünglich die Bezirkseinteilungen der Turn- und Schützengilden. Der Sport-Schützengau 8 bezeichnet sich als „Maingau“ und beinhaltet die Kreise 81 Frankfurt, 82 Offenbach, 83 Main-Taunus, 84 Hochtaunus und 85 Usingen. Im Jahre 1890 wurde im Frankfurter Stadtteil Nordend vom Vaterländischen Frauen-Verein vom Rothen Kreuz das Maingau-Krankenhaus eröffnet. In Flörsheim am Main erschien bis 1989 der Maingau-Bote (heute Flörsheimer Zeitung).
Aber auch für das ursprüngliche Gebiet gibt es den Begriff noch: Ein in den 1990er Jahren beschlossener Zusammenschluss von Volksbanken im Kreis Offenbach und der Volksbank Hausen trägt den Namen Volksbank Maingau und seit der Fusion mit Volksbank Obertshausen den Namen Vereinigte Volksbank Maingau. Weiter gibt es zum Beispiel die Maingau Energie GmbH (vormals Gasversorgungsverband Obertshausen) und die Maingau-Halle in Kleinostheim.
Der Kreisverband der Jungen Union Offenbach-Land trägt seit März 2007 den Namen „Junge Union Maingau“. Des Weiteren gibt es Stimmen, die fordern, den Landkreis Offenbach (dem die Stadt Offenbach seit 1938 nicht mehr angehört) in Landkreis Maingau umzubenennen.